# Protestes d'Armènia de 2020-2021
Les protestes armènies de 2020 van començar després de l'acord de pau que posava fi la guerra de l'Alt Karabakh de 2020, el 9 de novembre de 2020. El Primer Ministre Nikol Paixinian va anunciar a Facebook que havia signat un acord per a cedir els territoris controlats pels armenis a l'Azerbaidjan per posar fi a les sis setmanes d'hostilitats a la república d'Artsakh, no reconeguda internacionalment.

## Context
La guerra de l'Alt Karabakh de 2020 va acabar amb una victòria militar azerbaidjanesa (amb el suport de Turquia) i un armistici a causa de les immenses pèrdues humanes. Poc després del comunicat del primer ministre, va esclatar protestes a la capital del país en que exigien que dimitís i també desenes de manifestants van interrompre l'Assamblea Nacional i les oficines governamentals inclosa la del primer ministre.

### Comunicat
El 9 de novembre a les 22:48 UTC+01:00 (hora catalana), el primer ministre armeni Nikol Paixinian va anunciar a través d'una publicació a Facebook l'acord de pau amb el president rus Vladímir Putin i el president azerbaidjanès Ilham Alíev. Paixinian va explicar “Jo, personalment, he pres una decisió molt dura per a tots nosaltres” i va explicar que «el text de la declaració és increïblement dolorós per a mi i la nostra gent». Afirma que va prendre la decisió basant-se en un «profund anàlisi de la situació militar i la millor avaluació de les persones que la coneixen millor». A més, afegeix que «no és una victòria, però no hi ha derrota fins que et consideres derrotat».

## Fets
Quasi poc després del comunicat, diversos armenis van sortir als carrers de la capital a protesta en contra de l'acord signat pel seu primer ministre. Els manifestants van assaltar l'edifici del parlament trencant una porta metàl·lica i altres edificis governamentals i també van treure del cotxe al president de l'Assemblea Nacional d'Armènia, Ararat Mirzoyan, exigint conèixer el parador de Paixinian. Mirzoyan va ser colpejat per la torba i més tard portat a l'hospital, on va ser operat i es va dir que estava en bones condicions.
El dia 11 de novembre també hi van haver manifestacions abans i durant de la celebració, forçada per l'oposició, d'una sessió extraordinària l'Assemblea Nacional Armènia per destituir el primer ministre Paixinian. No obstant això, no es va arribar a celebrar-la perquè no s'havia arribat al quòrum necessari de diputats per celebrar-la. Això es deu que els diputats del partit del primer ministre, la majoria, no es van presentar.
Durant aquestes manifestacions, la policia armènia ha detingut el líder opositor Gagik Tsarukyan i altres nou polítics opositors destacats acusats per "organització i celebració d'una reunió en violació de l'ordre establert per la llei", enmig de la llei marcial vigent des de l'inici del conflicte. Les condemnes d'aquest delicte penal és d'un arrest de fins a dos mesos.